# Yuma (Kolorado)
Yuma – miasto w Stanach Zjednoczonych w północno-wschodniej części stanu Kolorado.